# Ailurops
Ailurops là một chi động vật có vú trong họ Phalangeridae, bộ Hai răng cửa. Chi này được Wagler miêu tả năm 1830. Loài điển hình của chi này là Phalangista ursina (Temminck, 1824).

## Hình ảnh

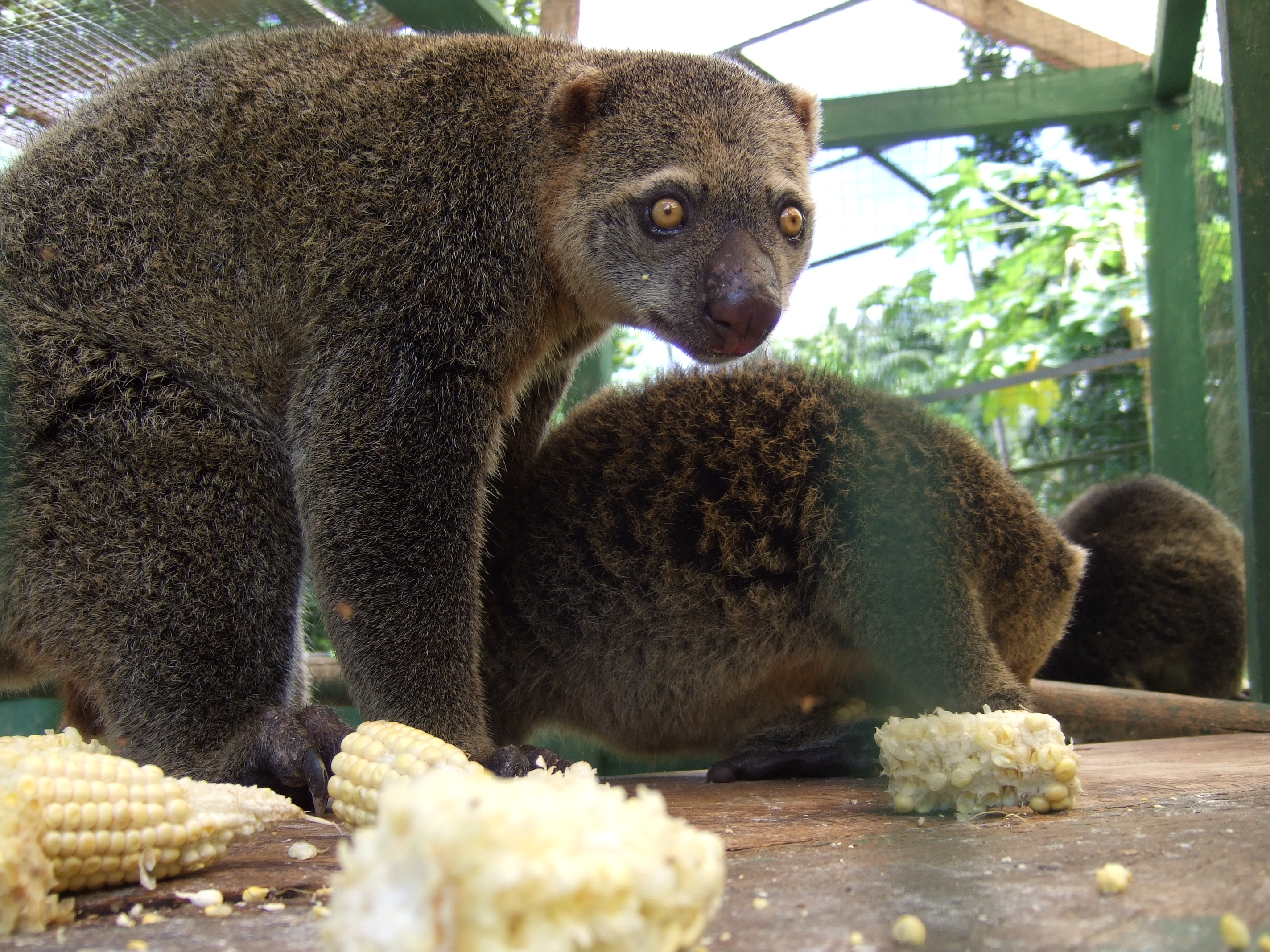

## Các loài
Chi này gồm các loài:
- Ailurops melanotis
- Ailurops ursinus